# Arquivo Público Municipal de Jacobina

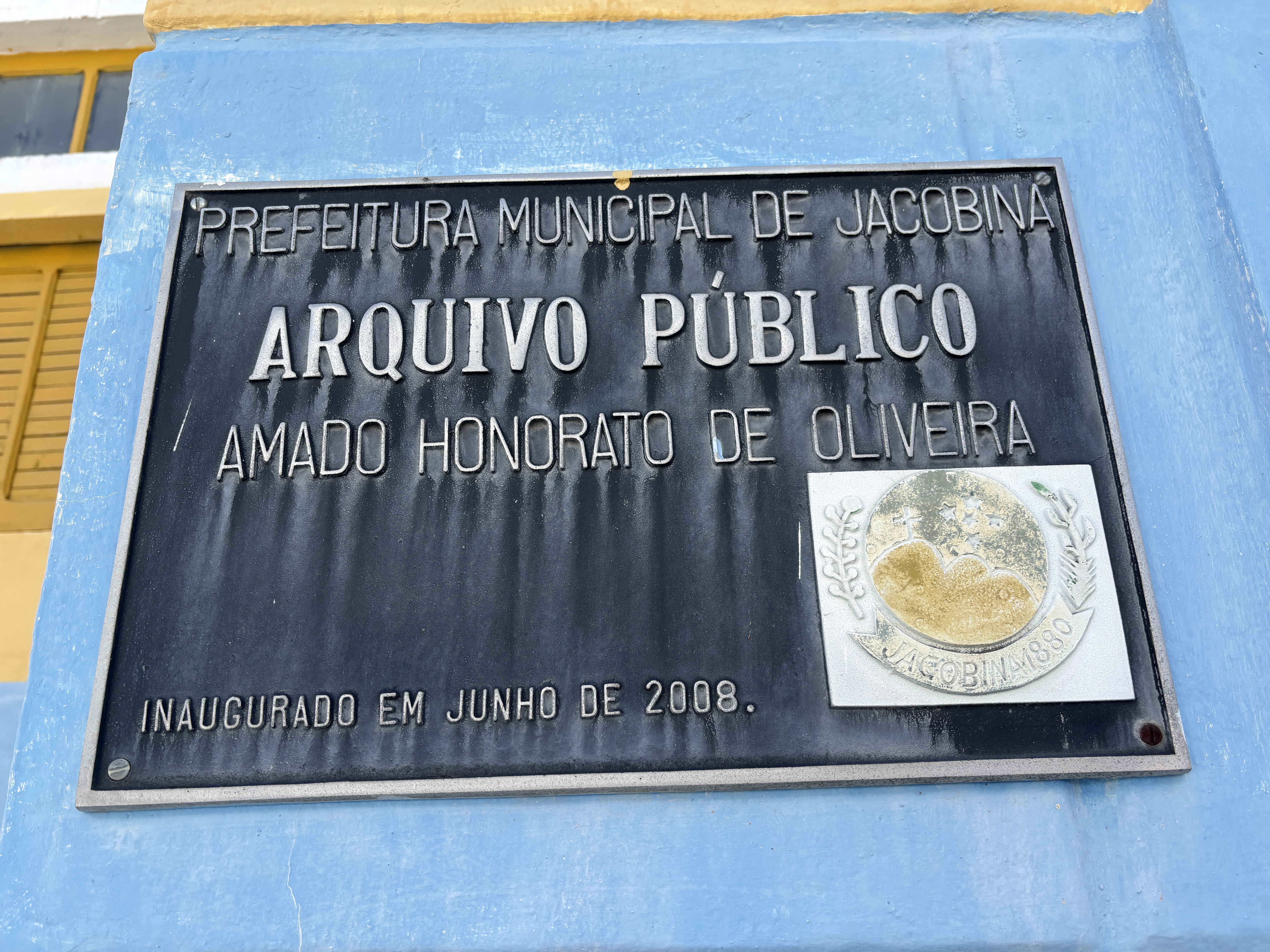
Arquivo Público Municipal de Jacobina Amado Honorato de Oliveira

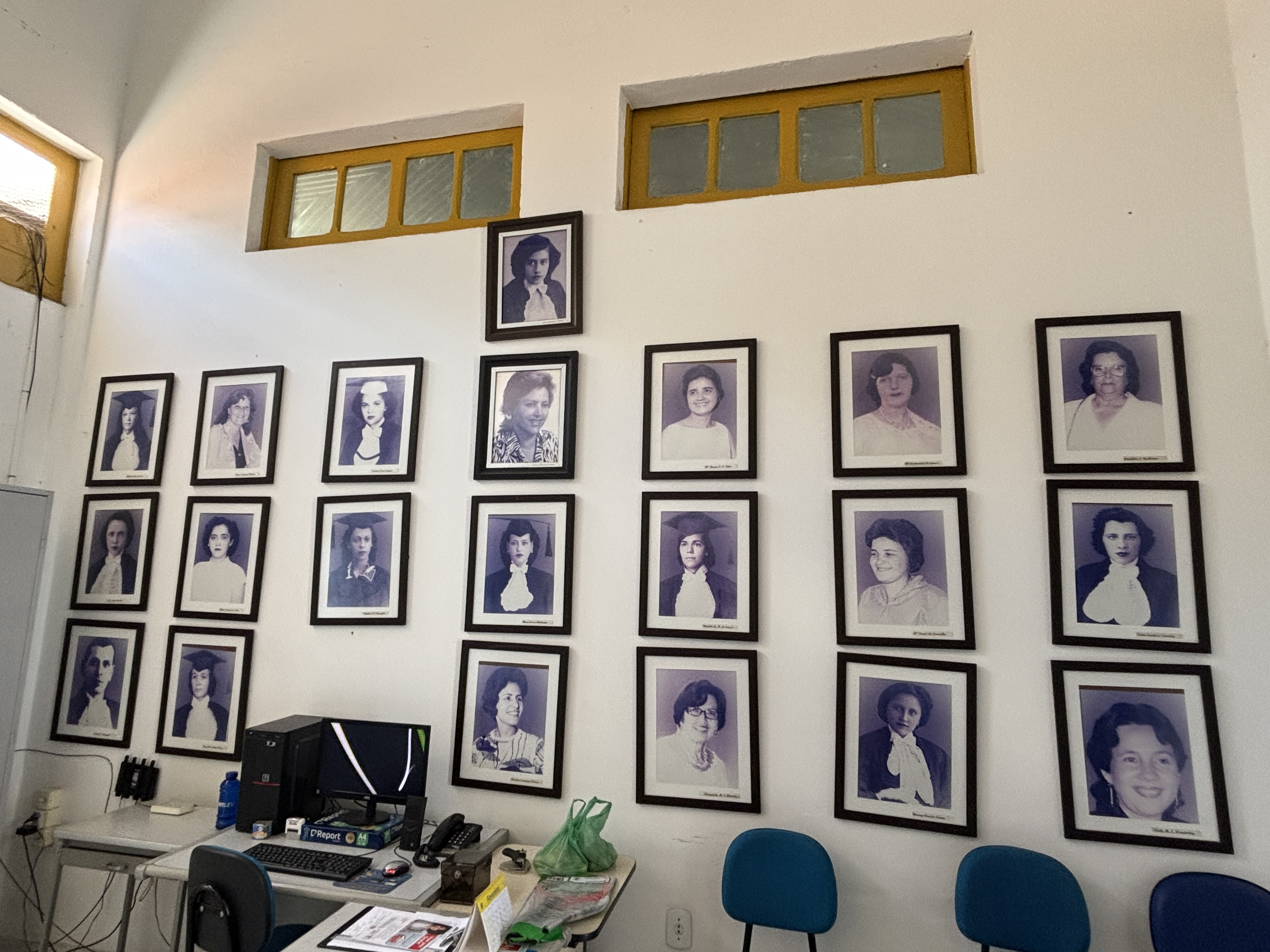
Painel de fotografias de Professoras de Jacobina - Arquivo Público Municipal de Jacobina

O Arquivo Público Municipal de Jacobina Amado Honorato de Oliveira é o órgão municipal responsável pela preservação e manutenção do acervo histórico e documental da cidade baiana de Jacobina. O Arquivo desempenha um papel fundamental na preservação da memória institucional e histórica, armazenando documentos do poder executivo, legislativo e judiciário que refletem a evolução da cidade desde sua fundação. Além de servir como centro de documentação para a administração pública, o arquivo é uma fonte valiosa para pesquisadores, historiadores e cidadãos interessados na história local. O Arquivo de Jacobina é uma instituição pública criada em 1993, vinculada administrativamente às Secretarias Municipais de Educação e de Administração, tendo como missão a gestão documental e a garantia de acesso aos documentos públicos municipais.

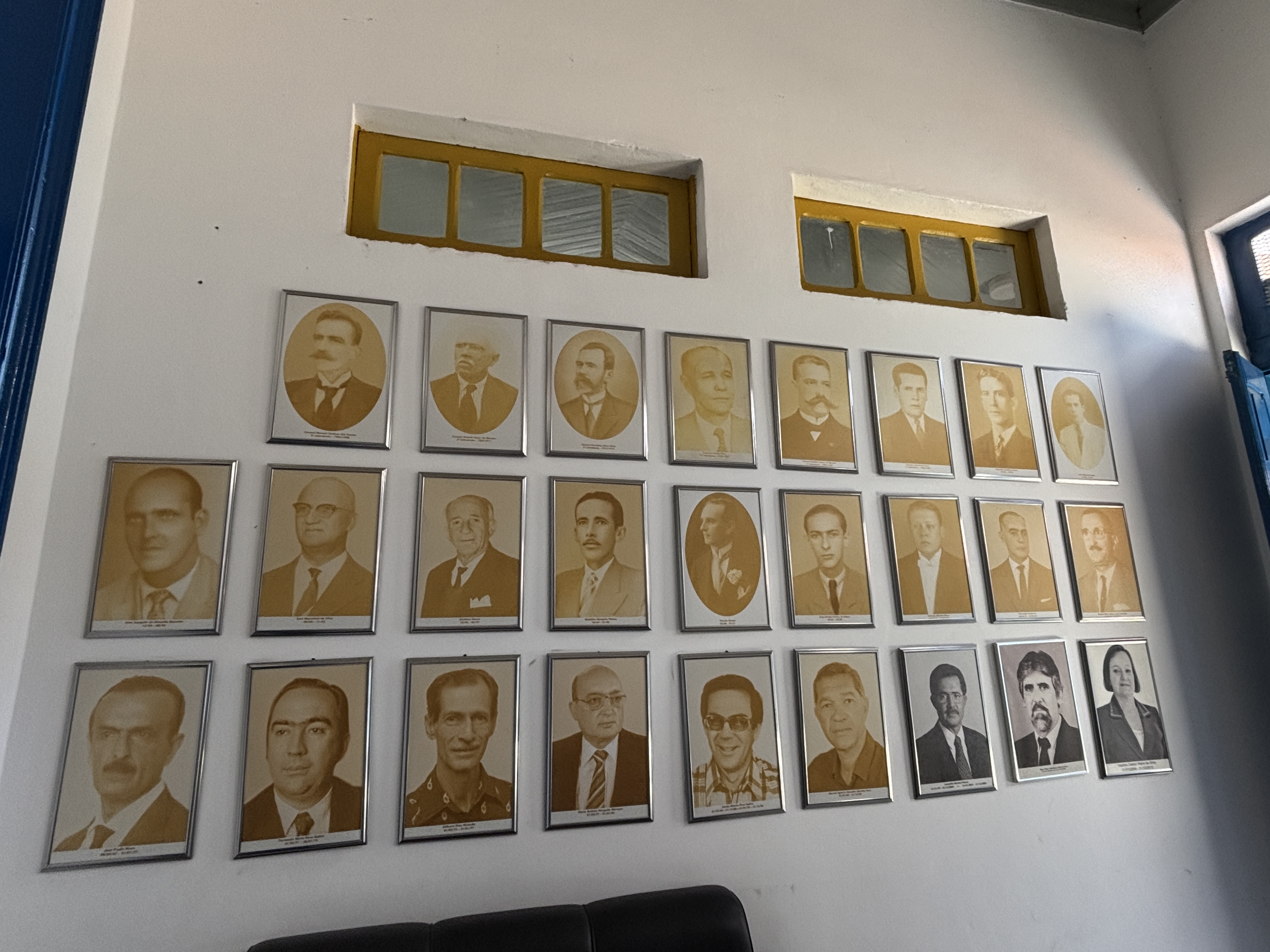
Painel de fotografias de Prefeitos de Jacobina - Arquivo Público Municipal de Jacobina

O arquivo público é responsável pela gestão de documentos, incluindo a preservação e manutenção dos documentos arquivados. Sendo assim, a responsabilidade de um arquivo é catalogar os documentos, realizar sua manutenção e facilitar o acesso público de forma remota ou presencial. Algumas leis garantem as obrigações e direitos legais de arquivos públicos e privados tais quais: Lei 8.159/1991 que dispõe sobre as regulamentações da política nacional dos arquivo públicos e privados; Lei delegada n º 52 de 31 de maio de 1983 que trata da proteção dos arquivos públicos e privados; instrução Conjunta Saeb/Secult nº 01, de 18 de fevereiro de 2014 que orienta os órgãos administrativos do poder público executivo do estado da Bahia nas providencias necessárias para a gestão de documentos arquivísticos.    

## Localização e funcionamento
O arquivo público municipal da cidade de Jacobina se localiza no centro da cidade, onde popularmente se conhece como “calçadão”, e está situado na rua Coronel Teixeira, nº 210, abrindo de segunda-feira a sexta-feira das 8 horas às 14 horas. O acesso aos documentos pode estar sujeito a restrições, especialmente aqueles em fase de organização ou que requerem autorização específica.

## Gestão documental
Em novembro de 2022, obedecendo a Instrução Normativa SECA/SEFIN Nº 001 DE 07 de Julho de 2022, a Prefeitura de Jacobina juntamente com o Arquivo Público Municipal de Jacobina (APMJ) criou a Comissão de Avaliação e Gestão de Documentos (CAD), para elaborar um plano de gestão arquivística, que resultou no Plano de Classificação de Documentos (PCD) e na Tabela de Temporalidade de Documentos (TTD), visando maximizar a recuperação das informações e o fluxo documental, facilitando assim o acesso para pesquisa. A TTD classifica os documentos conforme sua tipologia e estabelece prazos de guarda nas fases corrente e intermediária, além de determinar sua destinação final, que pode ser a eliminação ou a guarda permanente. Essa sistematização visa otimizar o fluxo documental, facilitar a recuperação de informações e assegurar a preservação dos documentos de valor histórico. Em Jacobina, a adoção da TTD representa um avanço significativo na gestão documental do município, promovendo maior eficiência administrativa, redução de custos com armazenamento e cumprimento das obrigações legais relacionadas à preservação e eliminação de documentos públicos.